# Чисті Пруди (Калінінградська область)
Чисті Пруди (рос. Чистые Пруды) — селище Нестеровського району, Калінінградської області Росії. Входить до складу Чистопрудненського сільського поселення.
Населення —  562 особи (2015 рік). 

## Населення
| 1910 | 1933 | 1939 | 2002 | 2010 |
| ---- | ---- | ---- | ---- | ---- |
| 88   | ↗437 | ↘395 | ↗543 | ↗562 |